# F-1 Grand Prix Part II
F-1 Grand Prix Part II (F-1グランプリPART2?) è un videogioco di guida sviluppato e pubblicato nel novembre 1992 dalla Video System.
Benché si possa pensare che F-1 Grand Prix Part II sia solamente un aggiornamento del precedente F-1 Grand Prix, questo titolo aggiunge definitivi miglioramenti alla grafica e alla giocabilità del precedente, nonché nuove feature. Tratta il Campionato Mondiale di Formula 1 1992 ed i diritti sui nomi di scuderie, piloti e sponsor sono stati autorizzati da Fuji Television e FOCA.
È l'ultimo videogioco arcade della saga, tutti i successivi capitoli sono stati sviluppati per console e PC.

## Sistema di gioco
La principale novità presente in questo capitolo è l'utilizzo di un terzo pulsante, da utilizzare solamente in gara, per attivare un turbo in grado di aumentare la punta massima di velocità del veicolo per un breve lasso di tempo; dall'inizio della gara si hanno a disposizione tre turbo, rappresentati da bottiglie disegnate nella parte in basso a sinistra dello schermo.
Per il resto i controlli restano identici a quelli di F-1 Grand Prix, con il primo pulsante da utilizzare per frenata e retromarcia, il secondo per accelerare e il controllo direzionale per sterzare a sinistra e a destra.
La grafica è notevolmente migliorata e il gioco appare più veloce, nonché il controllo più sensibile.
Le modalità sono sempre due, ovvero "World Grand Prix" e "Free Run": nella prima modalità si sceglie uno tra quattro gruppi di quattro Gran Premi ciascuno, mentre con la seconda modalità si gareggia su un solo circuito a scelta tra sedici disponibili. Ogni Gran Premio prevede qualificazioni (un solo giro) e gara (tre o più giri).
Il giocatore può sempre scegliere un pilota tra dodici di sei differenti scuderie.

### Scuderie e piloti

#### Selezionabili
- Ferrari

27 -  Jean Alesi
28 -  Ivan Capelli
- McLaren

 1 -  Ayrton Senna
 2 -  Gerhard Berger
- Venturi

29 -  Bertrand Gachot
30 -  Ukyo Katayama
- Benetton

19 -  Michael Schumacher
20 -  Martin Brundle
- Williams

 5 -  Nigel Mansell
 6 -  Riccardo Patrese
- Footwork

 9 -  Michele Alboreto
10 -  Aguri Suzuki

#### Altri piloti
- 3 -  Olivier Grouillard, Tyrrell
- 4 -  Andrea De Cesaris, Tyrrell
- 11 -  Mika Häkkinen, Lotus
- 12 -  Johnny Herbert, Lotus
- 16 -  Karl Wendlinger, March
- 17 -  Paul Belmondo, March
- 21 -  JJ Lehto, Dallara
- 22 -  Pierluigi Martini, Dallara
- 23 -  Christian Fittipaldi, Minardi
- 24 -  Gianni Morbidelli, Minardi
- 25 -  Thierry Boutsen, Ligier
- 26 -  Érik Comas, Ligier
- 32 -  Stefano Modena, Jordan
- 33 -  Maurício Gugelmin, Jordan

### Circuiti
- Monza
- Imola
- Hockenheim
- Silverstone

- Kyalami
- Barcellona
- Città del Messico
- Montreal

- Adelaide
- Magny-Cours
- Estoril
- Suzuka

- Spa
- Interlagos
- Budapest
- Montecarlo

## Serie
- Tail to Nose (1989)
- F-1 Grand Prix (1991)
- F-1 Grand Prix Part II (1992)
- F-1 Grand Prix Part III (1994)
- SD F-1 Grand Prix (1995)
- F-1 World Grand Prix (1998)
- F-1 World Grand Prix II (2000)